# Jean De la Hoese

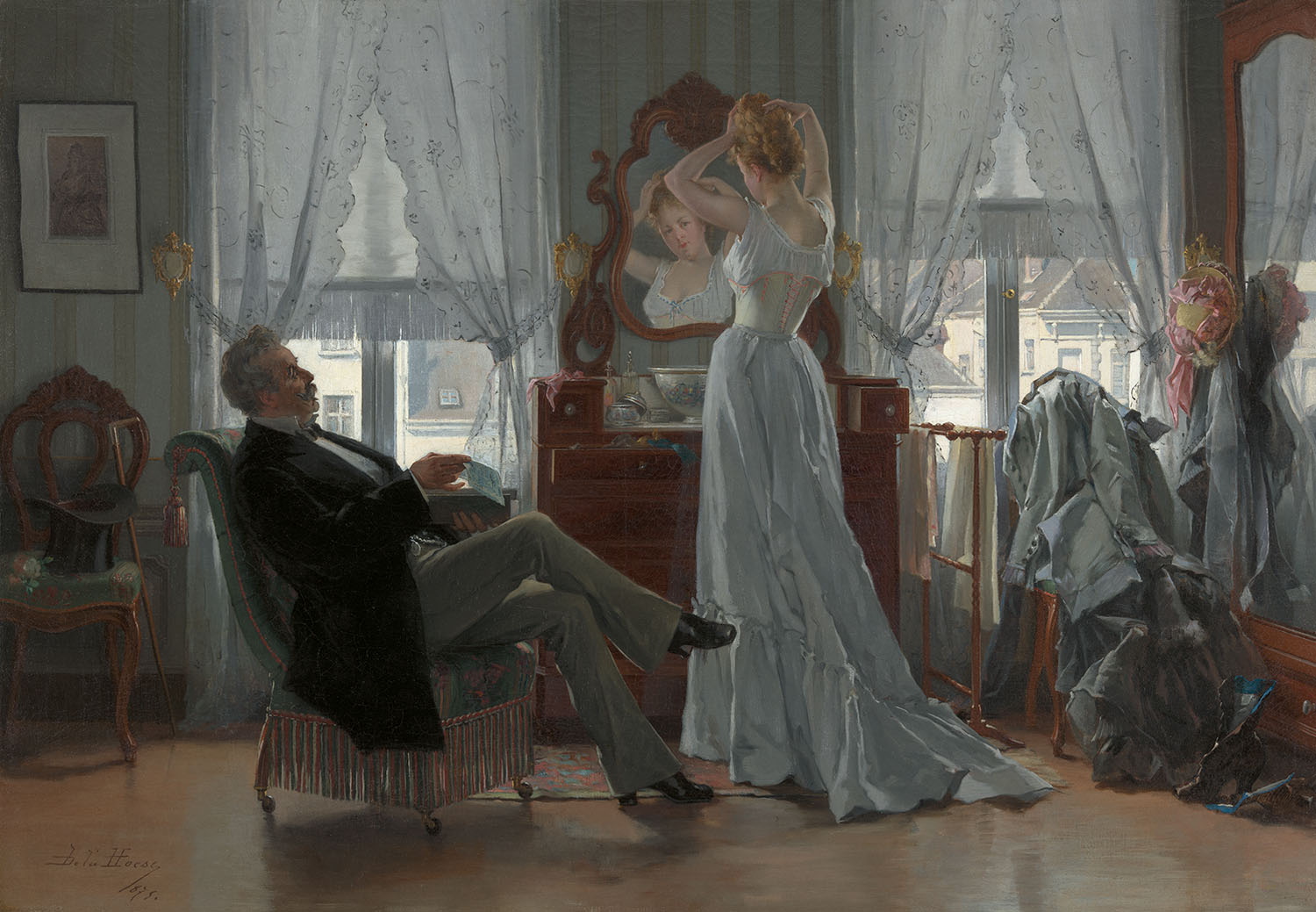
Jean de la Hoese, Le Billet de faveur (Berko Fine Paintings).

Jean De la Hoese né à Molenbeek-Saint-Jean (Bruxelles) le 28 février 1846 et décédé à Saint-Josse-ten-Noode en 1917, est un artiste peintre belge, paysagiste, peintre de genre, mais surtout portraitiste.

## Formation et œuvre
Jean De la Hoese, dont le père était dessinateur technique auprès de l'Institut cartographique militaire, commença sa formation sous la direction d'Auguste De Keyser quelques mois durant l'année 1859 et la poursuivit ensuite à l'Académie de Bruxelles de 1859 à 1870.
Ses premières œuvres manquant encore de maturité étaient fort académiques, mais il réussit par la suite à affirmer un talent plus personnel et plus original.
Ce peintre de beautés féminines aristocratiques fut un maître portraitiste qui peignit plus d'un chef-d'œuvre, notamment le portrait de son père, qui est au musée de Bruxelles.
S'il est l'auteur de paysages et de scènes d'intérieurs inspirées des maîtres hollandais où apparaissent des figures de femmes élégantes et habillées de robes froufroutantes, et l'occasion pour lui de montrer son talent à rendre la richesses des tissus, c'est surtout comme portraitiste qu'il eut du succès. Il parvint ainsi à s'attirer les faveurs de membres de la haute société qui désiraient se faire immortaliser par son pinceau élégant.
Il a ainsi fait passer à la postérité toute une galerie de membres des classes supérieures et d'intellectuels importants de son époque qui appréciaient son rendu classique et sans débordements.
Sa réussite de peintre mondain se concrétisa lorsqu'il se vit confier la commande du portrait officiel posthume de la reine Louise-Marie destiné au Palais de la Nation.
On admire chez ce maître portraitiste la grande simplicité des moyens employés pour rendre la vie du modèle. La pose n'a rien de théâtral mais cherche à fixer l'attitude la plus familière ; ce n'est jamais ce qu'on pourrait appeler une pose d'atelier.
En 1900, il s'était fait construire au 88 de la rue de Livourne une maison par l'architecte Édouard Elle et ornée d'un sgraffite (chardon) par le peintre-décorateur Gabriel Van Dievoet.
À la fin de sa vie, il habitait à Saint-Josse-ten-Noode au 66 de la rue Potagère.

## Expositions
- 1888 : Paris, Exposition universelle
- 1894 : Munich, Glaspalast, Exposition universelle
- 1907 : Paris, Salon d’automne Portrait de Madame A. Desenfans, Portrait de Monsieur Léonce Evrard
- 1908 : Berlin, Exposition de peintres belges (Portrait du père de l'artiste)

## Honneur
- Chevalier de l'ordre de Léopold (12 février 1898)[1].

## Anecdotes
- Une rue de Molenbeek-Saint-Jean (1080 Bruxelles), porte son nom.

## Sources
1. ↑  Rédaction, « Moniteur du 12 février », La Métropole, no 44,‎ 13 février 1898, p. 2 (lire en ligne, consulté le 24 juillet 2024).

- (nl) Cet article est partiellement ou en totalité issu de l’article de Wikipédia en néerlandais intitulé « Jean De la Hoese » (voir la liste des auteurs).